# Slag bij Allatoona
De Slag bij Allatoona vond plaats op 5 oktober 1864 in Bartow County, Georgia tijdens de Amerikaanse Burgeroorlog. Deze slag is ook gekend als de Slag bij Allatoona Pass. Een Zuidelijke divisie onder leiding van generaal-majoor Samuel G. French viel een Noordelijk garnizoen aan bij Allatoona. De Zuidelijken slaagden er niet in de Noordelijken te verjagen en door te stoten naar de Western & Atlantic spoorweg.

## Achtergrond
Na de val van Atlanta verplaatste de Zuidelijke luitenant-generaal John Bell Hood zijn Army of Tennessee in noordelijke richting. Zijn hoofddoel was het verstoren van de Noordelijke aanvoerroutes van leger van generaal-majoor William Tecumseh Sherman. Tussen 2 oktober en 4 oktober viel een korps van Hood onder leiding van luitenant-generaal Alexander P. Stewart enkele kleinere Noordelijke garnizoenen aan en vernietigde spoorlijnen. Hood stuurde ondertussen Stewart naar een Noordelijk depot waar de spoorweg door de Allatoona Mountains verdween. Daarna diende hij een brug over de Etowahrivier te vernietigen. Op aanraden van Hood stuurde Stewart de divisie van generaal-majoor Samuel G. French met de brigades van de brigadegeneraals Claudius Sears, Francis M. Cockrell en William Hugh Young.
In Allatoona was een klein Noordelijk garnizoen gelegerd onder leiding van kolonel John Eaton Tourtelette. Het garnizoen was een gedeeltelijke brigade van de 3rd Division van het XV Corps en bestond uit de  93rd Illinois Infantry, 18th Wisconsin Infantry en Tourtellottes eigen 4th Minnesota Infantry. Voor de Zuidelijken ter plaatse waren, stuurde Sherman versterking in de vorm van de 3rd Brigade, 4th Division, XV Corps onder leiding van brigadegeneraal John M. Corse. Deze nam het bevel op zich van beide brigades van het garnizoen. De Noordelijken hielden twee aarden redoutes bezet aan beide zijden van een 55 m brede en 20 m diepe spoorwegbedding. Veel van de soldaten waren bewapend met moderne Henry rifles.

## De slag
In de ochtend van 5 oktober arriveerde Frenchs divisie bij Allatoona. Na een twee uur durend bombardement door twaalf kanonnen van Myrick's Artillery Battalion stuurde French een boodschapper naar de Noordelijken met de eis tot overgave. Corse weigerde. Als reactie liet French zijn brigades aanvallen. Sears kwam vanuit Noordelijke richting langs de achterkant van de redoutes en Cockrell en Young vielen aan vanuit het westen.
De Noordelijken overleefden een twee uur durende aanval op de grootste redoute ten westen van de spoorwegbedding. Tourtellotte stuurde versterkingen vanuit zijn oostelijke redoute. Onder deze druk was het een kwestie van tijd voor de Noordelijke verdedigers zouden breken. French kreeg echter een verkeerd rapport waaruit bleek dat er Noordelijke versterkingen op weg waren. Tegen 14.00u trok French zich terug.

## Gevolgen
Allatoona was een kleine maar bloedige slag waarbij 706 Noordelijke soldaten (waarvan 200 gevangenen) en 897 Zuidelijke soldaten vielen. Corse zelf raakte gewond tijdens de slag. French was er niet in geslaagd het garnizoen te breken om daarna door te stoten naar de spoorweg. De 1 miljoen rantsoenen die in Allatoona lagen opgeslagen zouden niet in Zuidelijke handen vallen.

## Lectuur
- Jacobson, Eric A., and Richard A. Rupp. For Cause & for Country: A Study of the Affair at Spring Hill and the Battle of Franklin. O'More Publishing, 2007. ISBN 0-9717444-4-0.
- Sword, Wiley. The Confederacy's Last Hurrah: Spring Hill, Franklin, and Nashville. Lawrence: University Press of Kansas, 1992. ISBN 0-7006-0650-5. First published with the title Embrace an Angry Wind in 1992 by HarperCollins.